# ながの農業協同組合
ながの農業協同組合（ながののうぎょうきょうどうくみあい）は、長野県長野市に本部を置く農業協同組合。通称JAながの。

## 概要
長野県北信地方のほぼ全域を所管区域とする、長野県最大・全国でも有数規模の農協である。前身5農協の合算値では、販売品取扱高は全国9位、組合員数は全国13位、貯金残高は全国20位（平成27年2月時点）。
主な産物は、りんご・もも・ぶどう・米・えのきなど、果実からきのこ類まで幅広い。

### データ
（令和2年3月1日現在）
- 貯金残高 - 6,537億円
- 長期共済保有高 - 1兆8,462億円
- 購買品供給高 - 201億円
- 販売品取扱高 - 282億円
- 組合員数 - 64,502人
  - うち 正組合員31,813人
  - うち 准組合員32,689人

### 所管区域
- 長野市の一部（犀川の北部）
- 須坂市
- 中野市の一部（旧豊田村域）
- 飯山市
- 千曲市
- 埴科郡
  - 坂城町
- 上高井郡
  - 小布施町
  - 高山村
- 下高井郡
  - 山ノ内町
  - 木島平村
  - 野沢温泉村
- 上水内郡
  - 信濃町
  - 飯綱町
  - 小川村
- 下水内郡
  - 栄村

## 沿革

### ながの農業協同組合
- 1992年（平成4年）3月 - 信濃町農協・飯綱農協・信州豊野町農協・長野平農協・西部農協・裾花農協・信州西山農協・信州新町農協が合併して発足。
- 2016年（平成28年）9月1日 - ながの農協・須高農協・志賀高原農協・北信州みゆき農協・ちくま農協が対等合併し、ながの農業協同組合が発足。既存規模がながの農協が大きい、「JAながの」と言うブランド名が分かりやすいと言う理由から存続法人をながの農協とし、そのまま名称を変更せずに合併に至った。北信州みゆき農協に代わり、野沢温泉村・栄村の指定金融機関および飯山市の指定代理金融機関を受託。

### 須高農業協同組合
- 1989年（平成元年）3月1日 - 須坂市農協・井上農協・須坂市東農協・高山農協・小布施農協が合併して、須高農協が発足。
- 2016年（平成28年）9月1日 - ながの農協等と合併し、解散。

### ちくま農業協同組合
- 1991年（平成3年）3月 - 更埴中部農協・更埴市西部農協・坂城上山田農協が合併して、ちくま農協が発足。
- 2016年（平成28年）9月1日 - ながの農協等と合併し、解散。

### 志賀高原農業協同組合
- 1995年（平成7年）9月1日 - 山ノ内町農協・山ノ内町平穏農協が合併して、志賀高原農協が発足。
- 2016年（平成28年）9月1日 - ながの農協等と合併し、解散。

### 北信州みゆき農業協同組合
- 1991年（平成3年）10月 - 飯山市農協・木島平村農協・信州市川農協が合併し、飯山みゆき農協が発足
- 1998年（平成10年）12月 - 飯山市飯山農協・飯山みゆき農協・野沢温泉村農協・豊田村農協・栄村農協が合併して、北信州みゆき農協が発足。
- 2016年（平成28年）9月1日 - ながの農協等と合併し、解散。

## 店舗・施設

### 支所・出張所・店
| 店舗コード | 店舗名         | 所在地                                            |
| ---------- | -------------- | ------------------------------------------------- |
| 101        | 本所           | 長野市岡田町131-14                                |
| 002        | 信濃町支所     | 上水内郡信濃町柏原2566-15                         |
| 006        | 飯綱支所       | 上水内郡飯綱町普光寺937                           |
| 009        | 豊野町支所     | 長野市豊野町豊野865-1                             |
| 014        | 長野平南支所   | 長野市北長池1621                                  |
| 020        | 裾花支所       | 長野市戸隠豊岡1548-1                              |
| 023        | 鬼無里出張所   | 長野市鬼無里日影2750-1                            |
| 024        | 西山支所       | 上水内郡小川村高府9741-1                          |
| 026        | 信州新町支所   | 長野市信州新町新町955-1                           |
| 027        | 長野平支所     | 長野市富竹869-1                                   |
| 031        | 吉田支所       | 長野市吉田二丁目10番1号                           |
| 038        | 芹田支所       | 長野市栗田78                                      |
| 039        | 古牧支所       | 長野市高田660                                     |
| 040        | 安茂里支所     | 長野市安茂里3573-2                                |
| 045        | 志賀高原支所   | 下高井郡山ノ内町平穏2841-4（旧 志賀高原農協本所） |
| 045        | 夜間瀬店       | 下高井郡山ノ内町夜間瀬2521                        |
| 051        | 戸倉支所       | 千曲市千本柳347                                   |
| 052        | ちくま埴生支所 | 千曲市鋳物師屋200                                 |
| 053        | 屋代支所       | 千曲市雨宮336-1                                   |
| 054        | 八幡支所       | 千曲市八幡3089-2                                  |
| 055        | 上山田支所     | 千曲市上山田2162                                  |
| 056        | 坂城支所       | 埴科郡坂城町坂城9333-1                            |
| 060        | 須坂支所       | 須坂市小山1253-5（旧 須高農協本所）               |
| 063        | 高山支所       | 上高井郡高山村高井569                             |
| 064        | 小布施支所     | 上高井郡小布施町小布施1508-15                     |
| 070        | 飯山支所       | 飯山市飯山1121-6                                  |
| 073        | 野沢温泉支所   | 下高井郡野沢温泉村豊郷9759-1                      |
| 074        | 栄出張所       | 下水内郡栄村堺1190-2                              |
| 075        | 木島平支所     | 下高井郡木島平村往郷912-2                         |
| 077        | 常盤支所       | 飯山市常盤7410                                    |
| 079        | 豊田支所       | 中野市豊津20                                      |

### 購買店舗
- 長野市
  - 生活店舗 芋井店（桜）
  - 生活店舗 鬼無里店（鬼無里）
  - 生活店舗 中条店（中条）
  - Aコープ しんまち店（信州新町新町）
  - JAファーム ながの中部（富竹）
- 須坂市
  - Aコープ すこう店（小河原）
- 中野市
  - Yショップ 永田店（永江）
- 飯山市
  - Aコープ みゆき店（常盤）
  - JAファーム みゆき（常盤）
- 千曲市
  - Aコープ あんず店（雨宮）
- 埴科郡坂城町
  - Aコープ びんぐし店（上五明）
- 下高井郡山ノ内町
  - 志賀高原生活購買（平穏）
  - 上条店舗（平穏）
- 上水内郡信濃町
  - 生活店舗 柏原店（柏原）
- 上水内郡小川村
  - 生活店舗 西山中央店（高府）
- 下水内郡栄村
  - 栄庁舎内店（北信）

### 直売所
- 長野市
  - 長沼農産物直売所 アグリながぬま（穂保）
  - あもり農産物直売所（安茂里）
  - うえまつ農産物直売所（上松三丁目）
  - 農産物直売所 旬彩工房Vivid（南千歳一丁目）
- 須坂市
  - お百SHOP すざか（小山）
  - お百SHOP いのうえ桐の里（井上）
- 飯山市
  - 農産物直売所 千曲川（常盤）
- 上高井郡小布施町
  - お百SHOP おぶせ（大島）
- 下高井郡山ノ内町
  - 志賀高原農産物直売所（夜間瀬）

### 自動車販売
- 長野市
  - JAながのオートパル 東部センター長沼営業所（穂保）
  - JAながのオートパル 西山センター（中条住良木）
- 須坂市
  - JAすこうオートパル（塩川）
- 飯山市
  - オートパル飯山（常盤）
- 千曲市
  - JAちくまオートパル（八幡）
- 下高井郡山ノ内町
  - 志賀高原自動車センター（平穏）
- 上水内郡飯綱町
  - JAながのオートパル 東部センター飯綱営業所（牟礼）

### JAホール
- 長野市
  - JAホール吉田（吉田二丁目）
  - JAホールながの（岡田町）
  - JA虹のホールまめじま（大豆島）
- 飯山市
  - JA虹のホールみゆき（飯山）
- 千曲市
  - JA虹のホールちくま（鋳物師屋）
- 埴科郡坂城町
  - JA虹のホールさかき（坂城）
- 上水内郡飯綱町	
  - JAホールいいづな（普光寺）

※旧須高農協地区には葬祭施設は設置されていないため、地元提携業者に委託している。